# Camp d'en Serralta
El Camp d'en Serralta és un barri de Palma situat al districte de Ponent entre els barris de Santa Catalina, Son Espanyolet, Son Dameto, el Fortí, Plaça dels Patins i Jaume III. L'any 2018 tenia 13.128 habitants dels quals 2.460 eren estrangers.